# Berthold von Heiligenberg
Berthold II. von Heiligenberg (* im 13. Jahrhundert; † 17. Januar 1298) war von 1290/91 bis 1298 Bischof von Chur.

## Leben und Wirken
Berthold entstammt der aus dem Linzgau stammenden Familie der Grafen von Heiligenberg. Sein Vater war Graf Berthold II. Er ist 1251 erstmals belegt. 1278 war er Kanoniker in Konstanz, 1280 bis 1290 Kanoniker in Chur. 1290/91 wurde er Bischof von Chur. In einer Urkunde von 1292 von scheint er als Besitzer der Fürstenburg auf (in caso nostro Furstenburch). Er weilte 1291 in Rom und verbündete sich 1293 mit den Mailänder Visconti. Er einigte sich mit den Herren von Aspermont und den Freiherren von Vaz. 1294 verpfändete er die Burg Gräpplang. Berthold war der letzte seines Geschlechts und verkaufte 1277 die Grafschaft Heiligenberg an seinen Onkel Hugo I. von Werdenberg.